# The Meaning of Life (album)
Pour les articles homonymes, voir The Meaning of Life.
Albums de Tankard
The Morning After
(1987) Stone Cold Sober
(1992)
The Meaning of Life est le quatrième album studio du groupe de thrash metal allemand Tankard. L'album est sorti en 1990 sous le label Noise Records.
C'est le premier album de Tankard enregistré avec le batteur Arnulf Tunn au sein de la formation.
Le titre Space Beer a fait l'objet d'une vidéo. Il s'agit d'une des premières faites par le groupe. Ce titre a contribué à la popularité du groupe et est encore considéré aujourd'hui comme une des chansons les plus connues du groupe et également comme une des meilleures.

## Musiciens
- Andreas "Gerre" Geremia - chant
- Axel Katzmann - guitare
- Andy Bulgaropulos - guitare
- Frank Thorwarth - basse
- Arnulf Tunn - batterie

## Liste des morceaux
1. Open All Night - 5:44
2. We Are Us - 4:41
3. Dancing On Our Grave - 3:44
4. Mechanical Man - 6:04
5. Beermuda - 4:49
6. The Meaning of Life - 5:41
7. Space Beer - 4:33
8. Always Them - 4:02
9. Wheel of Rebirth - 6:15
10. Barfly - 4:15
11. Wonderful Life - 1:47